# ジュニオール・パレデス
ジュニオール・ホセ・パレデス・ハスペ（Junior José Paredes Jaspe  ,  2001年1月1日 - ）は、ベネズエラ・スリア州マラカイボ出身のプロサッカー選手。リーガFUTVE・スリアFC所属。ポジションはFW。

## 来歴
2017年シーズンに、プリメーラ・ディビシオンのスリアFCで16歳でプロデビュー。翌2018年シーズンは、14試合の出場ながら7ゴールを記録。国内カップ戦のコパ・ベネズエラで優勝を経験。若きストライカーの出現に、ベネズエラ国内から大いに注目された。

## 代表経歴
2019年にチリで開催された南米ユース選手権に、U-20のベネズエラ代表として出場した。